# Bouéni
Bouéni é uma comuna francesa no departamento ultramarino de Mayotte. Estende-se por uma área de 14.06 km², e possui 6.189 habitantes, segundo o censo de 2018, com uma densidade de 440 hab/km².